# Nemertesia tetrasticha
Nemertesia tetrasticha is een hydroïdpoliep uit de familie Plumulariidae. De poliep komt uit het geslacht Nemertesia. Nemertesia tetrasticha werd in 1845 voor het eerst wetenschappelijk beschreven door Meneghini. 